# Francesco Maselli
Pour les articles homonymes, voir Maselli.
Francesco Maselli (aussi Citto Maselli), né le 9 décembre 1930 à Rome et mort dans la même ville le 21 mars 2023, est un scénariste et réalisateur italien. 

## Biographie
Fils d'un critique d'art raffiné, sa maison reçoit fréquemment la visite d'écrivains durant sa jeunesse : parmi ceux-ci, Luigi Pirandello, oncle et parrain du cinéaste, Massimo Bontempelli, Alberto Savinio, Corrado Alvaro. Encore adolescent — il n'a que 13 ans — il participe aux activités de la résistance italienne et, l'année suivante, il est admis au sein du Parti communiste italien. En 1947, après quelques années passées au lycée, il entre au Centro Sperimentale di Cinematografia de Rome et y obtient son diplôme en  1949. Francesco Maselli devient aussitôt l'assistant de Luigi Chiarini, puis de Michelangelo Antonioni sur le court métrage L'amoroza mensogna et sur Cronaca di un amore. 
Il débute très jeune avec des courts métrages remarqués, sur le monde de l'enfance : Bambini (1951), ou les petits métiers méconnus : Ombrelli (1952). Son documentaire Zona pericolosa (1951) est une violente satire contre le monde de la bande dessinée. En 1953, il collabore avec Luchino Visconti dans l’épisode de Siamo Donne interprété par Anna Magnani et la même année il réalise avec Cesare Zavattini Storia di Caterina, un segment du film L'amore in città (L'Amour à la ville). Il atteint la célébrité en Italie grâce à son film Les Égarés (Gli sbandati, 1955) qui analyse d'une façon convaincante la situation de l'Italie en 1943.
Francesco Maselli réalise ensuite plusieurs études de mœurs comme La Femme du jour (La donna del giorno) en 1956, une critique du monde de la publicité et de la presse « rose ». Il obtient un grand succès avec I delfini, un portrait psychologique et social d'un groupe de jeune de la bourgeoisie de province. En 1964 il réalise Gli Indifferenti (Les Deux Rivales), inspiré du roman d'Alberto Moravia avec Claudia Cardinale et Rod Steiger, un portrait psychologique d'une famille en décadence. Il renoue avec le film politique dans Lettera aperta a un giornale della sera (1970), en partie autobiographique, dans lequel il raconte l’épopée d'un groupe d'intellectuels de gauche qui, s'ennuyant dans leur routine quotidienne, décident de fonder une brigade internationale de combattants pour le Viêt Nam et annoncent leur dessein dans une lettre ouverte qui est malencontreusement publiée par un journal. En 1975, Le Soupçon (Il sospetto) relate le destin d'un militant communiste clandestin dans l'Italie fasciste, et réunit Gian Maria Volonte et Annie Girardot.
Storia d'amore, un film néoréaliste italien moderne gagne le prix spécial du jury du Festival de Venise 1986.
En 1987, il est filmé par Gérard Courant pour son anthologie cinématographique Cinématon. Il est le numéro 932 de cette collection.
En 1996 il présente à la Mostra de Venise les Cronache del terzo millennio. En 2007, il réalise Civico zero et en 2009 il présente son film Le ombre rosse au Festival de Venise.
En 2010 il reçoit le prix Federico Fellini 8 1/2 pour l’excellence artistique décerné par le Bari International Film Festival (Bif&st) de Bari. Il apparaît dans le rôle d'un professeur dans Amarcord de Fellini.
Maselli fut pendant des années président de l'„Associazione Nazionale degli Autori Cinematografici“ et un des fondateurs de l'„Alleanza Mondiale del Cinema“.
Francesco Maselli fut pendant dix-sept ans le compagnon de Goliarda Sapienza. Engagé à gauche, il a été jusqu’en 1989 membre de la Commission Culturelle de la Direction du Parti communiste italien et depuis 1992 du Comité Politique National de la Refondation Communiste.
Francesco Maselli est mort à Rome le 21 mars 2023 à l'âge de 92 ans.

## Filmographie partielle
- 1949 : Tibet proibito
- 1949 : Bagnaia, villagio italiano
- 1951 : Zona pericolosa
- 1951 : Bambini
- 1952 : Ombrelli
- 1953 : L'Amour à la ville (L'amore in città), film collectif; segment Storia di Caterina
- 1955 : Les Égarés (Gli sbandati)
- 1956 : La Femme du jour (La donna del giorno)
- 1960 : Les Dauphins (I delfini)
- 1964 : Les Deux Rivales (Gli indifferenti)
- 1967 : Tue-moi vite, j'ai froid (Fai in fretta ad uccidermi... ho freddo!)
- 1968 : Un couple pas ordinaire (Ruba al prossimo tuo)
- 1970 : Lettera aperta a un giornale della sera
- 1973 : Amarcord  (Amarcord)
- 1975 : Le Soupçon (Il sospetto)
- 1986 : Storia d'amore
- 1988 : Codice privato
- 1990 : L'alba
- 1990 : Il segreto
- 1996 : Cronache del terzo millennio (it)
- 2001 : Un altro mondo è possibile (documentaire collectif sur les émeutes anti-G8 de Gênes de 2001)
- 2002 : Lettere dalla Palestina (it) (documentaire)
- 2003 : Firenze, il nostro domani (it) (documentaire)
- 2005 : Frammenti di Novecento (it)
- 2007 : Civico zero (it) (documentaire)
- 2009 : Le ombre rosse (it)

## Distinctions
- 1988 : Prix Elvira Notari à la Mostra de Venise pour Codice privato.